# Défi d'Aunou
Défi d'Aunou, född 17 maj 1991 i Frankrike, är en fransk varmblodig travhäst. Han tränades och kördes av Jean-Étienne Dubois.
Défi d'Aunou åren 1994–1999 och sprang in 21,1 miljoner kronor på 83 starter varav 33 segrar, 12 andraplatser och 11 tredjeplatser. Han tog karriärens största segrar i Critérium des 4 ans (1995), Critérium des 5 ans (1996), Prix René Ballière (1996) och Prix de Paris (1997). Han kom på tredjeplats i Prix d'Amérique två gånger (1997, 1999).
Bland hans andra stora segrar räknas Prix Ariste-Hémard (1995), Prix Éphrem Houel (1995), Prix de Croix (1996), Prix de l'Étoile (1996), Europeiskt femåringschampionat (1996), Prix Ovide Moulinet (1996), Prix Henri Levesque (1996), Prix Louis Jariel (1996), Prix de l'Union Européenne (1996, 1999), Prix Chambon P (1997), Prix de Washington (1997), Prix de l'Atlantique (1997, 1998), Prix des Ducs de Normandie (1998), C.L. Müllers Memorial (1998), Prix de Bourgogne (1998) och Kymi Grand Prix (1999).
Han kom även på andraplats i Prix de France (1997, 1999) samt på tredjeplats i Critérium des 3 ans (1994), Gran Premio delle Nazioni (1998), Prix de France (1998) och Prix de Paris (1998, 1999).
Han deltog i 1998 års upplaga av Elitloppet på Solvalla. Han tog sig vidare till final och var där en av de favoritspelade hästarna, men diskvalificerades för galopp.